# ICloud
iCloud е облачна система за съхранение и обработка на данни от Apple Inc. Стартира на 12 октомври 2011, а от юли 2012 г. има повече от 150 милиона потребители.
Услугата позволява на потребителите да съхраняват данни като музика, снимки, контакти и iOS приложения на отдалечени компютърни сървъри за сваляне на множество iOS-базирани устройства, работещи под iOS 5 или по-нова версия, както и персонални компютри, работещи под OS X 10.7.2 „Lion“ или по-нова версия, както и Microsoft Windows (Windows Vista Service Pack 2 или по-нова версия). Също така замества услугата Apple MobileMe, действайки като център за синхронизиране на данни за електронна поща, контакти, календари, отметки, бележки, напомняния (списъци със задачи), iWork документи, снимки и други данни. Услугата позволява на потребителите безжично да архивират техните iOS устройства в iCloud, вместо ръчно използвайки iTunes

## История
iCloud е най-новото наименование на облачната система от Apple. Предишните ѝ имена са iTools през 2000 г., .Mac през 2002 г., и MobileMe през 2008 г.
iCloud е обявена на 6 юни 2011 г., по време на Световната конференция на разработчиците (Worldwide Developers Conference WWDC). Тогава е обявено също, че MobileMe ще бъде прекратен след 30 юни 2012 г., а всеки, който има сметка преди обявяването на iCloud, MobileMe услугата ще им бъде удължена до тази дата безплатно.
Официалният сайт www.icloud.com е пуснат в началото на август за разработчици на Apple. На 12 октомври 2011 г. iCloud става достъпен за употреба чрез актуализация от iTunes. За по-малко от седмица са регистрирани повече от 20 милиона потребители на iCloud. Apple купува домейна iCloud.com и регистрираната търговска марка от шведската компания наречена Xcerion, която впоследствие преименува своите услуги на CloudMe. CloudMe все още контролира основни области като iCloud.de, iCloud.fr и iCloud.es.
Групов съдебен иск от недоволни клиенти на прехода от MobileMe към iCloud е подаден в началото на май 2012 г.

## Обявяване
Apple за първи път споменава iCloud на 31 май 2011 г. по време на пресконференция и обявява, че Apple ще демонстрира услугата през WWDC на 6 юни 2011 г., банер в Центъра Moscone за WWDC разкрива iCloud логото пет дни преди официалния старт.
В реч на WWDC 2011 Apple обяви, че iCloud ще замести MobileMe услугата и основната услуга iCloud ще бъде безплатна.

## Екстри
Облачно базираната система позволява на потребителите да съхраняват музика, снимки, приложения, документи, отметки, напомняния, архиви, бележки, iBooks, контакти, предоставя платформа за имейл сървъри на Apple и календари. iOS и OS X разработчиците са в състояние да прилагат iCloud функционалност в своите приложения чрез iCloud API.

### Архивиране и възстановяване
iCloud позволява на потребителите да направят резервно копие на настройките и данните от iOS устройства на всички устройства с версия iOS 5 или по-нова. Архивите включват снимки и видеоклипове в Camera Roll, настройките на устройството, програмни данни, съобщения (iMessage, SMS и MMS), мелодии и гласови съобщения. Архивиранията се случват всеки ден, когато устройството е заключено и свързано към Wi-Fi и източник на захранване.

### Back to My Mac
Обратно към Mac, по-рано част от MobileMe, сега е част от iCloud. Както и преди, тази услуга позволява на потребителите да влизат отдалечено към други компютри, конфигурирани със същото потребителско име на Apple(Apple ID) и пусната услуга.

### Email, Contacts, and Calendars
Емейл, Контакти и Календари както при MobileMe.Mac и iTools преди него iCloud включва имейл акаунт. За разлика от MobileMe и неговите предишни версии имейл адресът вече не е задължителен. Потребителите могат да избират да не я използват, но могат да използват електронната си поща като iCloud Apple ID. Имейл акаунтът може да бъдат достъпен и от всеки стандартен IMAP-съвместим имейл клиент, както и уеб портала на iCloud.com. Освен това на iOS устройство, iCloud имейл е push-съвместим.
Потребителите преминаващи от MobileMe към iCloud запазват съществуващите си „@ me.com“ имейл адреси и потребителите, които преди това са преминали от.mac към MobileMe и me.com също запазват двата си предишни имейл адреси. В iOS 6 бета 3 Apple дава предизвестие на разработчиците, че новите регистрации ще получат „@ icloud.com“ имейл адреси. Както с. Mac така и с MobileMe преходът, съществуващите потребители си запазват старите адреси, също така получават съвпадащи нови icloud.COM адреси, така че съобщенията изпратени към валиден емайл с няколко адреса в крайна сметка да попаднат в една и съща пощенска кутия.

### Find My Friends
В iOS 5 iCloud представя нова функция, наречена Намери Моите Приятели. Моите приятели е много подобен на Намери Моя iPhone с изключение на това, че потребителите могат да споделят местоположението си с други приятели или семейството. Приложението Намери Моите Приятели се пуска едновременно с iOS 5. В iOS 6 е добавена функционалността, която уведомява потребителя, когато устройството пристигне в определено местоположение.

### Find My iPhone
Find My iPhone по-рано част от MobileMe, позволява на потребителите да проследяват местоположението на тяхното iOS устройство или Mac. Всеки потребител може да види приблизителното местоположение на устройството на карта (заедно с един кръг, показващ радиуса изобразяваща границите на грешката), както и да изпратят съобщение и / или възпроизведат звук в устройството (дори и когато то е в безшумен режим), могат да променят паролата на устройството и дистанционно да изтрият съдържанието му. Функцията е оповестена за първи път на 10 юни 2009 г. и е включена в iOS 3 актуализацията на софтуера като функция на платената MobileMe услуга. Find My iPhone става безплатен с iOS 4.2.1 актуализация на софтуера на 22 ноември 2010 г., но само за устройства, въведени през 2010 г. Пуснато е също iOS приложението find my iPhone през юни 18 2010 г. , което позволява на потребителите да номерират своите устройства чрез останалите iOS устройства, използващи iOS 4 или по-нова версия на софтуера. В iOS 5 Find My iPhone продължава като функция за iCloud. В iOS 6 се въвежда функцията „изгубен“, тя позволява на потребителя да маркира устройство като „загубено“, което го прави по-лесно за защита и намиране. Функцията позволява на някой, който намери загубен iPhone да се обади на потребителя директно без да го отключва. Подобни телефонни услуги са достъпни под различни имена и от други семейства смартфони.

### iTunes Match
Itunes Match дебютира на 14 ноември 2011 г., първоначално е достъпен само за потребителите в САЩ. Срещу годишна такса клиентите могат да сканират за съвпадащи песни в iTunes библиотека си, включително песни, копирани от дискове или други източници, с песните в iTunes Store, така че клиентите да не трябва да закупуват песни. Клиентите могат да изтеглят до 25000 песни в 256 Kbit/s файл AAC формат DRM-FREE, съответстващи на тяхната iTunes библиотека, включително ALAC и MP3. Също така могат изберат дали запазят своите оригинални екземпляри, съхранявани на компютрите си или са ги заменят с копия от Itunes Store Всяка песен, която не е налична в Itunes Store се качва автоматично така че да може да се свали от всяко едно от поддържаните устройства и компютри на клиента; тази опция отнема от зададения капацитет на iCloud. При наличието на музикално съдържание с по-високо качество, или в някои от некомпресираните формати като PCM, WAV и AIFF, се компресират до 256 Kbit/s DRM-FREE формат AAC преди да се качат в iCloud, като файловете от оригиналния формат с по-високо качество остават непроменени на самото устройство.
Ако в даден момент потребител спре да плаща за услугата Itunes Match, всички копия на DRM-FREE AAC които вече са били изтеглени на самото устройство може да се запазят.
Към януари 2013 г., iTunes Match е на разположение в 112 страни, докато iTunes iCloud е на разположение в 155 страни.

### Photo Stream
Photo Stream е услуга, предоставена с основната услуга iCloud, която позволява на потребителите да съхраняват последните 1000 снимки на сървърите iCloud до 30 дни безплатно. Когато снимката е на едно устройство, с включен Photo Stream, автоматично се качва в сървърите на iCloud, тя автоматично се „избутва“ към останалата част от регистрираните устройства на потребителя. Услугата е интегрирана с Apple TV, която позволява на потребителите да си видят последните снимки безжично от домашното си HDTV.

### Място за съхранение
След въвеждането си през 2011 г., всеки потребител разполага с 5 GB безплатно пространство за своите устройства с версия на софтуера iOS 5.0 или по нова, както и на Mac OS X Lion 10.7 или по-нова версия. Допълнително пространство може да бъде закупено в нива от 10, 20 или 50 GB – 50 GB е максимално. Размерът на съхранение се поделя между всички устройства на iCloud Apple ID.
Някои услуги в iCloud използват потребителския баланс, по-специално архивиране и възстановяване, електронна поща, контакти и календари. На Mac потребителите могат също така да съхраняват повечето типове файлове в iCloud папки по свой избор вместо да ги съхраняват локално в своите устройства. Други услуги като Photo Stream и Shared Photo Stream също ползват iCloud сървъри, но тяхното потребление е неограничено.
Не всичко от потребителското съдържание се брои като част от капацитета за съхранение в iCloud. Apple пази запис на всяка покупка, която потребителят прави под тяхна лична сметка на Apple, което означава, че само едно копие от всяко свалено „приложение“ е необходимо да се съхранява на сървърите на Apple. Стоки, закупени от iTunes Store (музика, музикални клипове, филми, телевизионни предавания), iBookStore (книги), или App Store (iOS приложения), apple нарича тази услуга itunes in the Cloud, с която позволява на потребителите автоматично, или ръчно да изтеглят всяка една от предишните си покупки на Mac, PC или iOS устройство. Изтеглени (или стриймнати, при условие, че потребителят е свързан към интернет), iTunes Store съдържанието може да се използва във всички тези устройства обаче докато iBookStore и App Store съдържанието могат да бъдат изтеглени на Mac-ове и персонални компютри за синхронизиране на устройства iOS, само iOS устройства могат да се използват за четене на книги, или да използвате iOS приложения. По същия начин, OS X приложения, закупени от Mac App Store са свързани с ID Apple и могат да бъдат изтеглени на всеки Mac с помощта на един и същ Apple ID. Също така, когато потребителят регистрира всяко ново устройство, всички предварително закупени Store съдържания могат да бъдат изтеглени от сървърите на iCloud.

## УЕБ адреси за достъп
- Главна страница[39]
- Достъп по майл клиента[40]
- Достъп до контактите[41]
- Дотъп до календарите[42]
- Достъп до Find My iPhone[43]
- Достъп до iWork[неработеща препратка][44]
- Достъп до Photo Stream[45]

## Системни изисквания
Минимални изисквания за да създадете нов профил в iCloud са iOS-устройство с версия на софтуера 5.x или Mac OS X 10.7.2 „Лион“ или по-нова версия. Синхронизацията с Уиндоус компютър изисква Windows Vista (Service Pack 2) или Windows 7. За синхронизиране на контакти, календар и напомняния се изисква Outlook 2007 или по нова версия. Както и Internet Explorer 8 или Safari 5.1.1 за синхронизиране на Bookmarks. Онлайн достъп до iCloud изисква съвместим уеб браузър. MobileMe потребителите могат да се прехвърлят към iCloud запазвайки същият си профил

## Спор за името
Малко след като Apple обявява iCloud, телекомуникационна компания в Аризона с име „iCloud Communications“, съди Apple през юни 2011 г. за нарушение на авторски права. Делото е заведено в окръжен съд на Аризона(САЩ) с искане Apple да спре използването на името iCloud и изплащане на парично обезщетение. iCloud Communications променя името си на "Clear Digital Communications „през август 2011 г. и се отказа от дело срещу Apple скоро след това.

## Сигурност
Данните в iCloud се съхраняват криптирани в сървърите на Apple, но Apple разполага с дешифриращ ключ и може да ги дешифрира при поискване от правителствени агенции.